# في بيتنا حريقة (مسلسل)
وتدور أحداث المسلسل في إطار اجتماعي كوميدي حول شقيقين يتزوجان من شقيقتين، ويرثا محل مجوهرات والديهما، ثم تنشأ الخلافات والمشاحنات بين الأسرتين بشكل كوميدي، والمسلسل من إنتاج "إيجى وود"، ومن إخراج سعيد الرشيدي.

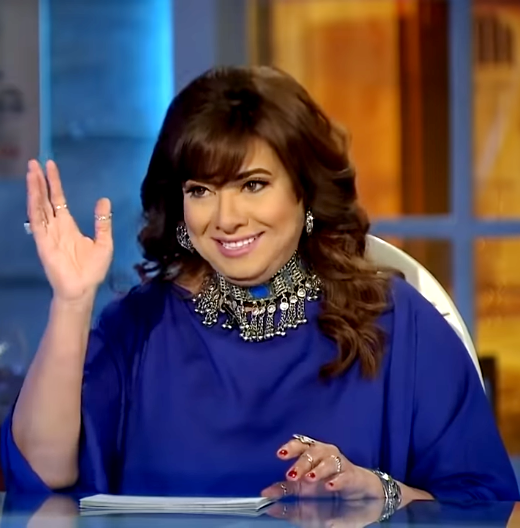
نشوى مصطفى

## بطولة
| - هالة فاخر - حسن حسني - نشوى مصطفى - عبير مكاوي - حسن مصطفى - فاروق نجيب | - هدى - حسين أبو حجاج - جيهان قمري - إنعام سالوسة - محسن منصور - سيد الرومي | - محمد لطفي - مروة عبد المنعم - ميمي جمال - محمود عبد الغفار - رضا إدريس | - هبة مجدي - محمد الصاوي - ماهر عصام - سامي مغاوري - جمال إسماعيل |